# Luigi Pelloux
Luigi Pelloux (ur. 1 marca 1839 w La Roche-sur-Foron, zm. 26 października 1924 w Bordigherze) – premier Włoch (1898-1900), generał armii włoskiej.

## Życiorys
W 1857 ukończył uczelnię wojskową w Turynie, później brał udział w kilku bitwach z Austriakami, wyróżniając się jako odważny i zdolny oficer. W 1870 dowodził artylerią oddziałów, które wkroczyły do Rzymu, w 1880 rozpoczął karierę polityczną jako członek Izby Deputowanych, w 1885 otrzymał stopień generała, 1891-1892, 1892-1893 i 1896-1897 był ministrem wojny w trzech rządach. W 1896 został senatorem. Podczas zamieszek w Bari jako dowódca korpusu armijnego odmówił ogłoszenia stanu wojennego po tym gdy uznał, że niepokoje wynikły z sytuacji gospodarczej; zyskał tym uznanie polityków lewicy. Zamieszki w innych miastach doprowadziły do upadku rządu. W czerwcu 1898 Pelloux został powołany na urząd premiera i początkowo zajął się reformą administracji, jednak wkrótce zaczął wprowadzać represyjne praktyki, prowadzące do drastycznego ograniczania swobód obywatelskich (w lutym 1899). Wkrótce potem, w marcu 1899, sformował swój drugi, bardziej konserwatywny rząd, i zaczął prowadzić jeszcze bardziej represyjną politykę, przez co jednoczył przeciw sobie lewicową opozycję, a ostatecznie w czerwcu 1900 został zmuszony do rezygnacji.